# Pedro Carrasco
Pedro Carrasco (* 11. Juli 1943 in Alosno, Huelva, Spanien; † 27. Januar 2001 in Madrid, Spanien) war ein spanischer Boxer im Leichtgewicht. 
Am 5. November 1971 gewann er gegen Mando Ramos durch Disqualifikation in der 12. Runde in einem auf 15 Runden angesetzten Kampf den vakanten Weltmeistertitel des World Boxing Council (WBC). Allerdings verlor er diesen Titel im direkten Rückkampf im Februar des darauffolgenden Jahres durch geteilte Punktentscheidung an Ramos.